# کالدارو سولاسترادا دل وینو
کالدارو سولاسترادا دل وینو (به ایتالیایی: Caldaro sulla Strada del Vino) یک کومونه در ایتالیا است که در تیرول جنوبی واقع شده‌است. کالدارو سولاسترادا دل وینو ۴۷٫۹ کیلومتر مربع مساحت و ۷٬۵۹۲ نفر جمعیت دارد و ۴۲۵ متر بالاتر از سطح دریا واقع شده‌است.

## خواهرخوانده
شهر هپنهایم خواهرخواندهٔ کالدارو سولاسترادا دل وینو هست.